# Fuzhou
Fuzhou (uttalas [fʊ'ʤō']), tidigare skrivet Foochow, är en stad i Kina, belägen vid landets kust. Den är största stad tillika huvudstad i provinsen Fujian och har cirka 1,3 miljoner invånare (enligt folkräkningen år 2000). Stadskommunen (Fuzhou Shi) har en yta på cirka 1 000 km² och cirka 2,1 miljoner invånare (2000).
Tillsammans med den intilliggande prefekturen Ningde betraktas Fuzhou som centrum för det språkliga och kulturella området östliga Fujian, även känt som Mindong på kinesiska.

## Historia
Staden var en av de första hamnar som öppnades för utländsk handel enligt Freden i Nanking 1842.

## Administrativ indelning
Den administrativa indelningen av Fuzhou har justerats ett antal gånger. Sedan 2017 är indelningen följande:
| Karta | Karta                  | Karta                  | Karta             | Karta     | Karta                    |
| --- | ---------------------- | ---------------------- | ----------------- | --------- | ------------------------ |
| Gulou Taijiang Cangshan Mawei Jin'an Changle Minhou Lianjiang Luoyuan Minqing Yongtai Pingtan Fuqing Folkrepubliken Kina gör anspråk på (men har aldrig haft kontroll över) Matsuöarna. |                        |                        |                   |           |                          |
| Namn | Kinesiska              | Mindong                | Befolkning (2020) | Yta (km²) | Befolkningstäthet (/km²) |
| Centrala stadsdistrikt | Centrala stadsdistrikt | Centrala stadsdistrikt | 4 094 491         | 1 733     | 2 363                    |
| Gulou | 鼓楼区                 | Gū-làu                 | 669 090           | 36,60     | 18 281                   |
| Taijiang | 台江区                 | Dài-gĕng               | 411 819           | 18,28     | 22 528                   |
| Cangshan | 仓山区                 | Chŏng-săng             | 1 142 991         | 139,41    | 8 199                    |
| Mawei | 马尾区                 | Mā-muōi                | 290 554           | 254,33    | 1 142                    |
| Jin'an | 晋安区                 | Céng-ăng               | 789 775           | 566,45    | 1 394                    |
| Changle | 长乐区                 | Diòng-lŏh              | 790 262           | 717,54    | 1 101                    |
| Härad | Härad                  | Härad                  | 2 806 290         | 8 488     | 331                      |
| Minhou | 闽侯县                 | Mìng-âu                | 988 200           | 2 133     | 463                      |
| Lianjiang | 连江县                 | Lièng-gŏng             | 639 498           | 1 191     | 537                      |
| Luoyuan | 罗源县                 | Lò-nguòng              | 255 214           | 1 081     | 236                      |
| Minqing | 闽清县                 | Mìng-chiăng            | 256 181           | 1 469     | 174                      |
| Yongtai | 永泰县                 | Īng-tái                | 281 216           | 2 243     | 125                      |
| Pingtan | 平潭县                 | Bìng-tàng              | 385 981           | 371       | 1 040                    |
| Stad på häradsnivå |                        |                        |                   |           |                          |
| Fuqing | 福清市                 | Hók-chiăng             | 1 390 487         | 1 932     | 720                      |
| Totalt | Totalt                 | Totalt                 | 8 291 268         | 12 153    | 682                      |

Fuzhou har en stor skärgård som bland annat innefattar provinsens största ö, Pingtanön, och Matsuöarna, som kontrolleras av Taiwan (Republiken Kina), men som Kina gör anspråk på.

## Befolkningsutveckling
| Befolkningsutvecklingen i Centrala Fuzhou 1950–2025 | Befolkningsutvecklingen i Centrala Fuzhou 1950–2025 | Befolkningsutvecklingen i Centrala Fuzhou 1950–2025 | Befolkningsutvecklingen i Centrala Fuzhou 1950–2025 | Befolkningsutvecklingen i Centrala Fuzhou 1950–2025 |
| --------------------------------------------------- | --------------------------------------------------- | --------------------------------------------------- | --------------------------------------------------- | --------------------------------------------------- |
|                                                     |                                                     |                                                     |                                                     |                                                     |
| År                                                  |                                                     |                                                     | Folkmängd                                           |                                                     |
| 1950                                                | 1950                                                |                                                     | 301 000                                             |                                                     |
| 1955                                                | 1955                                                |                                                     | 350 000                                             |                                                     |
| 1960                                                | 1960                                                |                                                     | 470 000                                             |                                                     |
| 1965                                                | 1965                                                |                                                     | 472 000                                             |                                                     |
| 1970                                                | 1970                                                |                                                     | 549 000                                             |                                                     |
| 1975                                                | 1975                                                |                                                     | 638 000                                             |                                                     |
| 1980                                                | 1980                                                |                                                     | 741 000                                             |                                                     |
| 1985                                                | 1985                                                |                                                     | 998 000                                             |                                                     |
| 1990                                                | 1990                                                |                                                     | 1 482 000                                           |                                                     |
| 1995                                                | 1995                                                |                                                     | 1 838 000                                           |                                                     |
| 2000                                                | 2000                                                |                                                     | 2 279 000                                           |                                                     |
| 2005                                                | 2005                                                |                                                     | 2 611 000                                           |                                                     |
| 2010                                                | 2010                                                |                                                     | 2 976 000                                           |                                                     |
| 2015                                                | 2015                                                |                                                     | 3 314 000                                           |                                                     |
| 2020                                                | 2020                                                |                                                     | 3 686 000                                           |                                                     |
| 2025                                                | 2025                                                |                                                     | 4 072 000                                           |                                                     |

## Klimat
Genomsnittlig årsnederbörd är 2 025 millimeter. Den regnigaste månaden är augusti, med i genomsnitt 344 mm nederbörd, och den torraste är oktober, med 30 mm nederbörd.